# Hinckley

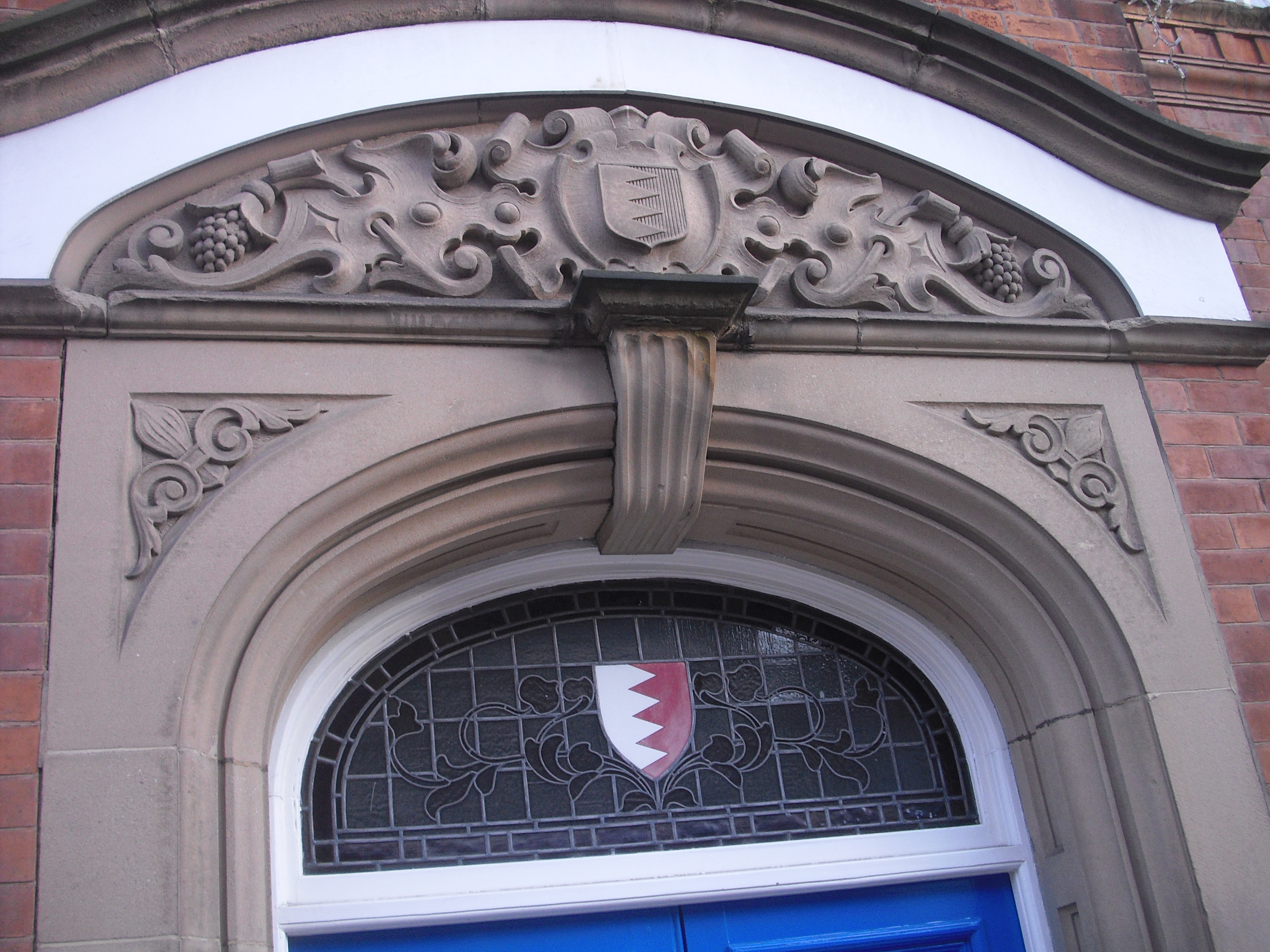
Herb Hinckley

Hinckley – miasto w Anglii, w hrabstwie Leicestershire, w dystrykcie Hinckley and Bosworth. Leży 19 km na południowy zachód od miasta Leicester i 143 km na północny zachód od Londynu. W 2001 miasto liczyło 43 246 mieszkańców.
Hinckley znajduje się niedaleko większego miasta Nuneaton (hrabstwo Warwickshire).

## Historia
Początek historii miasteczka Hinckley sięga czasów anglosaskich; nazwa Hinckley pochodzi od anglosaskiego „Hinck”, które jest kogoś imieniem oraz „ley”, które oznacza łąkę. Na podstawie katastru gruntowego Domesday Book (sporządzonego na żądanie Wilhelma Zdobywcy w pobitej przez niego Anglii) z 1086 roku, Hinckley było sporej wielkości osadą a w przeciągu 200 lat rozrosło się do rangi małego miasteczka – powstanie rynku po raz pierwszy zostało zanotowane w roku 1311. W Hinckley można znaleźć ślady anglosaskiego kościoła – resztki zegara słonecznego z czasów anglosaskich są widoczne w południowo-wschodnim rogu prezbiterium miejscowego kościoła. W 2000 roku, archeolodzy odkryli ślady z epoki żelaza oraz rzymsko-brytyjskiego osadnictwa obok Coventry Road oraz Watling Street.

## Zabytki
- kościół św. Marii

## Miasta partnerskie
- Le Grand-Quevilly, Francja
- Herford, Niemcy
- Midland, Stany Zjednoczone